# Beninsko-nigerska granica
Granica Benina i Nigera duga je 277 km, a proteže se od tromeđe s Burkinom Faso na zapadu do tromeđe s Nigerijom na istoku.

## Opis
Granica Benina i Nigera počinje na sjeverozapadu na tromeđi s Burkinom Faso u rijeci Mékrou, zatim prati ovu rijeku u smjeru sjeveroistoka do rijeke Niger. Granica zatim prati rijeku Niger prema jugoistoku do nigerijske tromeđe. Cijeli dio granice rijeke Mékrou spada u prekogranični nacionalni park W, dom brojnim vrstama kao što su vodenkonji i slonovi. Nadalje, nigerska strana dijela rijeke Niger zaštićena je kao rezervat Dosso!!, koji štiti jednu od posljednjih preostalih populacija zapadnoafričke žirafe.

## Povijest
Tijekom 1880-ih je došlo do intenzivnog natjecanja između europskih sila za teritorije u Africi, procesa poznatog kao Scramble for Africa. To je kulminiralo na Berlinskoj konferenciji 1884., na kojoj su se  europske kolonijalne sile složile oko svojih teritorijalnih zahtjeva i budućih pravila angažmana. Kao rezultat toga Francuska je stekla kontrolu nad gornjom dolinom rijeke Niger (otprilike ekvivalentno područjima modernog Malija i Nigera). Francuska je počela okupirati područje modernog Benina od 1893., kasnije ga nazvavši Dahomej;  područje koje obuhvaća teritorij modernog Nigera osvojeno je 1900. godine. Oba područja došla su pod kontrolu federalne kolonije Francuske Zapadne Afrike (Afrique occidentale française, skraćeno AOF). Rijeke Niger i Mékrou su potvrđene kao granice između Nigera i Dahomeja u francuskom statutu od 27. listopada 1938.

Kako je pokret za dekolonizaciju rastao u razdoblju nakon Drugog svjetskog rata, Francuska je postupno davala više političkih prava i zastupljenosti svojim afričkim kolonijama, što je kulminiralo davanjem široke unutarnje autonomije svakoj koloniji 1958. u okviru Francuske zajednice!!. U kolovozu 1960. i Niger i Dahomej!! (preimenovan u Benin 1975.) stekli su punu neovisnost, a njihova zajednička granica postala je međunarodna granica između dviju suverenih država.
Od stjecanja neovisnosti postojao je niz sporova oko točne raspodjele 24 riječna otoka, ponajviše otoka Lété, od kojih nijedan nije bio obuhvaćen sporazumom o granici iz kolonijalnog doba. Dvije države proslijedile su slučaj Međunarodnom sudu pravde 2001. godine; u 2005. ICJ je presudio o tome, dodijelivši 16 otoka Nigeru i devet Beninu.

## Naselja uz granicu

### Benin
- Pékinga
- Compa
- Karimama
- Malanville
- Mandécali

### Niger
- Koulou
- Sia
- Tenda
- Tara
- Gaya

## Granični prijelazi
Glavni granični prijelaz je Malanville (Benin)-Gaya (Niger). Također je moguće putovati preko Nacionalnog parka W, gdje je i sama granica otvorena.